# Стадион Ђорђе Зарић
Стадион Ђорђе Зарић, раније стадион ФК Ресник, фудбалски је стадион у Београду, Србија. Лоциран је на територији Градске општине Раковица, у насељу Ресник. Стадион може да прими око 1000 гледалаца.
Стадион ФК Ресник, добио је име Стадион Ђорђе Зарић након што је студента Београдске пословне школе и фудбалера ФК Ресник српска полиција упуцала због наводног саобраћајног прекршаја. Тадашње руководство клуба ФК Ресник на челу са председником Бојаном Бркићем доноси одлуку о преименовању стадиона ФК Ресник, доделивши му име невино убијеног примерног студента и играча Ђорђа Зарића.